# Crematística
Aristóteles é, possivelmente, um dos principais pensadores do mundo antigo em que se admite uma análise econômica. Por isso, se faz importante um estudo sobre seu conceito de economia. A influência dele para área é grande, as principais teses da economia moderna foram desenvolvidas a partir de uma revisão da tradição aristotélica.
Em suas obras Política e Ética a Nicômaco, Aristóteles discorre sobre a justiça nas relações de troca, que têm por limite a comunidade. Ele também analisa as quatro formas de aquisição: o escambo, a forma natural da troca monetária, a forma antinatural da troca monetária, e o empréstimo a juros. Karl Marx considerou que Aristóteles foi o primeiro autor a identificar o problema central do valor de troca, influenciando assim, a análise posterior de outros autores.
Karl Polanyi acreditava que por vezes Aristóteles não era reconhecido como deveria, além de ter seu trabalho interpretado em sua maioria erroneamente. Para ele, a economia de Aristóteles tem que ser entendida sob uma ótica sociológica, visto que, tudo para o antigo filósofo se volta para compreensão da comunidade. Polanyi crítica outros economistas, como Joseph Schumpeter, por esperarem que Aristóteles pudesse explicar a noção de preço, comércio justo e mercado, quando a noção que se tem hoje desses termos não estava presente nos problemas que se observavam na Grécia Antiga. Aristóteles apenas começa os fundamentos do que viria a ser um mercado, assim, seria impossível para ele conseguir explicar esses conceitos, já que não os vivenciou.

## Conceito

### Crematística e Economia
O filósofo grego, Aristóteles, ressalta que a economia é uma ciência prática, logo, práxis (prática), enquanto a crematística está situada com uma poiesis (arte poética). Sendo assim, ambos os termos são considerados como diferentes, logo, as suas finalidades também são distintas. Por exemplo, a crematística está relacionada com o objetivo de adquirir bens, sendo ela um instrumento de auxílio e ao mesmo tempo uma parte da economia, já que é considerada como uma aquisição antinatural, pois não está relacionada com os recursos que obtém a capacidade de se realizar de maneira direta da natureza, como as aquisições naturais - a agricultura, caça, pesca ou a apicultura - mas, com a obtenção de riquezas de maneira ilimitada.
Em contrapartida disso, a economia natural tem o intuito de administrar os bens e recursos. Desse modo, a questão colocada em xeque por Aristóteles não é a da economia natural ter também sua finalidade voltada a persistir numa busca para alcançar um enriquecimento sem fim, como a crematística. Porém, a crítica está relacionada com a crematística ser uma das partes que complementa a economia, pois, para ele a riqueza verdadeira está situada com a propriedade já que, ela é essencial para a reprodução biológica dos membros, logo, se tornando “essencialmente e limitada”. 
Além disso, o dinheiro estabeleceu na sociedade uma finalidade essencial, pois, ele tem a capacidade de satisfazer o homem a partir do seu papel de troca, porém, não pode ser considerado como um recurso já que, ele não produz riqueza, apenas é um intermediário para alcançá-la e se institui sob força da lei. Dessa maneira, para Aristóteles, o dinheiro tem um grande papel no comércio posto que, ele tem a capacidade de pagar pelos trabalhadores, e estes retornam esse pagamento com a sua força de trabalho, ou seja, a venda de sua capacidade de exercer trabalho. Sendo assim, essa ação influencia diretamente no aumento de produtos e serviços, consequentemente, acontece também a abundância monetária.
Visto isso, a partir dessa troca que ocorre nos comércios, fica evidente qual é a função do dinheiro, pondo assim, o seu valor utilidade de forma evidente. Consecutivamente, ao se transformar em seu próprio fim, as trocas que ocorrem no comércio não são mais para apenas satisfazer as necessidades da comunidade, então, elas se transformam em crematística. Ou seja, no poder ilimitado de buscar a profusão de riquezas a partir do lucro e não mais em uma perspectiva virada para a arte de aquisição. Sendo assim, pode-se concluir que o comércio é pertencente à crematística e sua função é atender a economia. Logo, a crematística é uma consequência da economia, visto que, essa ciência prática torna-se à mercê de uma de suas partes já que, ela não consegue alcançar o modelo ilimitado de buscas monetárias ao contrário da crematística.
Portanto, a crematística está imersa em uma busca complexa, como um looping, onde a cada meta batida de lucro já se começa uma nova, de forma que procura alcançar outro ponto maior e, assim, o ciclo se repete. Visto isso, a economia fica à mercê desta forma de aquisição, pois, assim como nenhum país é autossuficiente em termos de disponibilidade de recursos produtivos para suportar todo o seu corpo social, a economia necessita de fragmentos de suportes para conseguir alcançar o seu fim.

### Aquisição natural e artificial
Aristóteles faz a distinção entre as duas formas de aquisição, sendo uma delas a natural, na qual os bens adquiridos vêm diretamente da natureza. Essa espécie de aquisição é pertencente à economia, visto que, os bens obtidos por intermédio dessa forma de aquisição constituem a verdadeira riqueza, sendo esta relacionada com a propriedade. Enquanto, a outra seria a artificial (ou antinatural), que se relaciona com a outra economia, já que sua função também é obter bens e recursos necessários. Porém, como ela adquire seus frutos não para uso ou consumo comum, mas para troca e pela troca, se torna antinatural. 
Aristóteles também confronta a ideia de Sólon, de que “não existiriam limites para a riqueza”, baseado na explicação de que nenhum instrumento de arte alguma é ilimitado. Portanto, se a riqueza/propriedade é um instrumento de uma arte, ela não será ilimitada porque a própria propriedade apresenta limites (produtividade, tamanho, condições técnicas, etc.). Aristóteles deduz então, que a potencialmente ilimitada riqueza da crematística não é propriamente riqueza ou não é a verdadeira riqueza. Ele não recusa a existência de uma ciência de enriquecimento sem limites, mas ele levanta alguns questionamentos de ordem ética desta forma de aquisição como uma de suas partes da economia:
“Existe, porém, outro modo de aquisição a que a maior parte chama, e justamente, crematística, em relação à qual parece não existir limite nem de riqueza nem de propriedade: muitos supõem que é idêntica à anteriormente mencionada, devido à afinidade entre ambas: na realidade, não é idêntica à que referimos, mas também não está muito afastada; uma é natural, a outra não, provindo mais de uma certa forma de engenho e arte.”
Ele começa a reflexão sobre a crematística (ou economia artificial) diferenciando duas maneiras de utilização intrínsecas a um objeto trocado: “tudo o que possuímos tem um duplo uso, mas não no mesmo sentido; um dos usos é próprio ao objeto, o outro não. Por exemplo, uma sandália tem dois modos de uso: como calçado e como objeto de troca. Ambos são modos de utilização da sandália; aquele que troca uma sandália por dinheiro ou alimento com alguém que dela necessita, faz uso da sandália como sandália, mas não faz o uso próprio da coisa; é que esta não existe para ser trocada.”
Além disso, Aristóteles faz uma distinção entre os tipos de intercâmbio e o comércio: troca bilateral associada à arte de aquisição natural; e o comércio associado à crematística. A primeira forma de troca (não confundir com escambo), surgiu para satisfazer as necessidades da comunidade, e por isso, é considerada natural. Com a convenção da moeda, como meio de aquisição de mercadoria, a troca bilateral tornou-se mediada pelo dinheiro. Assim, quando este se torna a finalidade do intercâmbio, a aquisição configura-se crematística.
Dessa forma, Aristóteles considera que a primeira fase da troca monetária seria natural, uma vez que seu fim está em adquirir algo que é necessário à comunidade política, e o uso do dinheiro é apenas um mediador. Enquanto, a crematística desfaz essa noção quando ela transforma o dinheiro em um fim para si mesmo, portanto, é no uso do dinheiro que ocorre o desenvolvimento que gera a oposição entre as duas formas de aquisição.

### Usura e Monopólio
A usura é um termo que possui correlação com uma busca por poder, isto porque, tem em si uma capacidade de aumentar o dinheiro a partir dele próprio, resultando em lucro. Sendo assim, Aristóteles afirma que a usura não é uma forma natural de aquisição, logo, está ligada à crematística. Para compreender este ponto, então, é necessário entender que a natureza provém frutos, que são considerados como riqueza, portanto, uma aquisição natural. Mas, a partir do momento que o processo de aquisição se torna diferente do natural ele passa a se comportar como crematística, logo, o lucro da transação não pode ser considerado como um resultado orgânico à comunidade.
Dessa maneira, Aristóteles ressalta que, “Tales terá dado, assim, ao que consta, prova inequívoca da sabedoria. Todavia, como dissemos, tal expediente para obter dinheiro decorre de um princípio geral da crematística, a saber, a posse de um monopólio na medida do possível. Assim sucede como algumas cidades quando precisam de dinheiro: asseguram o monopólio da venda de certas mercadorias”.
Posto isso, compreende-se que, o filósofo coloca a instituição do monopólio usado por Tales de Mileto como uma estratégia ao seu favor, com o intuito de adquirir mais riquezas. Porém, é perceptível que Aristóteles não concorda com esse sistema, mesmo aceitando que funcione.
Em suma, pode-se dizer que a usura e o monopólio caminham juntas, pois, quando a comunidade política busca por uma abundância de riquezas, instigando o aumento também do poder de alguns segmentos da sociedade. Consequentemente, o monopólio pode multiplicar e concentrar riquezas em poucas mãos.

## Teoria do preço em Aristóteles
Aristóteles propôs uma teoria da formação de preços em termos de uma proporção, afirmando que só haverá justiça na troca se houver a mesma igualdade quanto aos indivíduos e quanto aos objetos: “Se não são iguais, não obterão partes iguais. Daí vêm as disputas e as contestações, quando iguais têm e possuem coisas desiguais e desiguais, coisas iguais”.
Ele explica a proporção como uma igualdade de razões, envolvendo no mínimo quatro elementos, pois ela usa um elemento como se tratasse de dois e o menciona duas vezes; e “o justo envolve também quatro termos, e a razão existente entre um par de elementos é igual à razão existente entre o outro par, pois há uma distinção equivalente entre os indivíduos e as coisas”.
Aristóteles propõe que na relação de troca como constitutiva da sociedade, a comparabilidade dos indivíduos seja estabelecida pela proporção baseada na posição social de cada parte, e a justiça consiste numa igualdade de relações baseada em tal ponderação. Esta, por sua vez mencionada, baseia-se no mesmo princípio da justiça distributiva, que é encontrar um equilíbrio entre a parte distribuída e o valor do indivíduo. Porém, a dificuldade está em determinar qual o critério de valor nas partilhas, que para os membros de uma democracia, é a condição de ser livre, para os membros de uma oligarquia é a riqueza, para os membros de uma aristocracia é a virtude.
Em síntese, o filósofo sugere que o valor é medido pela necessidade da comunidade política, isto é, a relação dos indivíduos uns com os outros e de todos para a cidade. Segundo ele, nas associações que correspondem às relações mútuas no interior da comunidade, os indivíduos se mantêm unidos por esta espécie de justiça, que é a reciprocidade conforme a proporcionalidade, e não baseada em uma retribuição exatamente igual.

## Ação e Produção
Para Aristóteles a produção e a ação se diferenciam em categorias, e ambas precisam de um instrumento para poderem ter um fim. Assim, quando se fala neste instrumento é necessário pensar-se no meio, o processo, para que alguma coisa tenha um final: 
“Em qualquer caso, os instrumentos propriamente assim chamados são instrumentos de produção, enquanto uma propriedade é um instrumento de ação. De um tear provém algo mais do que o seu simples uso, de uma cama ou de um adorno apenas o seu uso. Além disso, como a produção e a ação diferem em gênero e ambas necessitam de instrumentos, a diferença entre os instrumentos deve ser também a mesma. A vida é ação, e não produção, pelo que o escravo é um ajudante a incluir entre as coisas que promovem a ação”.
A ação tem em si um instrumento que leva ao fim em si mesma, sendo em geral imaterial, visto que seu fim se encontra em si. Os exemplos utilizados por ele foram: vê e viu, conhece e conheceu, pensa e pensou; isso pois, não há como alguma coisa acontecer sem que a outra também ocorra. Contudo, para a produção não é dessa forma, ou seja, a produção é apenas uma atividade transitiva em que o seu fim fica contido no produto que ela mesma cessa. Dessa forma, o filósofo acreditava que tudo que produzimos é para obtermos um produto.
O conceito de ação se relaciona com o conceito de ato e potência, uma vez que Aristóteles se utiliza deles para melhor explicação. Há também que, a distinção entre a ação e produto é a diferença entre os estados no qual ser humano é agente, ou seja, o trabalho e o produto. Quando se alude a trabalho, refere-se ao mesmo tempo ao ato, já para o produto é algo separado do ato.
É com base nessa ideia que se consegue explicar como a crematística difere-se da economia natural. Sendo assim, Aristóteles considera que a riqueza é um instrumento de ação, de forma que esta é limitada. E, entendendo-se que a economia natural é uma ciência prática, logo tem como um fim a ação de governar (administrar) a unidade produtiva doméstica (pólis).
Por outro lado, a crematística não é um instrumento, de tal forma que se encontra fora do lugar natural no qual toda propriedade se inscreve, visto que trata-se de uma ciência poética que tem o seu final como um produto. Assim, possuindo uma inclinação ao vício – com um caráter antinatural – que acaba por mudar completamente a finalidade do bem viver da economia natural.
A riqueza que a crematística traz consigo, bem como essa noção errônea de que riqueza seria ilimitada não faz parte da economia. Logo, para Aristóteles, não há como a crematística poder ser associada a uma parte da economia natural da comunidade política, uma vez que esta é uma atividade que tem em si o dever de ser moralmente boa, sendo uma ciência prática, possuindo em si uma virtude. Por outro lado, a crematística não tem tais finalidades. Isso pois, na verdade, ela apenas desvirtua a função do dinheiro a partir do momento em que o converte num fim em si mesmo.